# Fernando Díez Moreno
Fernando Díez Moreno (Toledo, 30 de maig de 1941) és una advocat i polític espanyol.
Membre de l'Opus Dei, el 1971 ingressà al Cos d'Advocats de l'Estat, el 1985 es va doctorar en dret per la Universitat de Salamanca i fou professor de Dret Comunitari a la Universitat Pontifícia de Comillas.
Fou cap del Servei d'Afers Constitucionals de la Direcció General del Contenciós de l'Estat entre 1978 i 1982. Va formar part de l'assessoria jurídica de l'Institut Nacional d'Hidrocarburs de 1982 a 1984, i secretari general d'Unidad Eléctrica SA (UNESA) de 1986 a 1996.
Militant d'Alianza Popular des del 1977 (i després del Partido Popular) ha estat assessor jurídic del Grup Parlamentari Popular al Congrés dels Diputats, per al que ha redactat molts recursos d'inconstitucionalitat. El maig de 1996 fou nomenat Subsecretari d'Hisenda, càrrec que va ocupar fins després de les eleccions generals espanyoles del 2000, quan fou nomenat secretari d'Estat de Defensa. Esdevingut la mà dreta del ministre Federico Trillo-Figueroa, es va encarregar de la negociació de la participació espanyola en la reconstrucció d'Iraq. També va instal·lar el centre de guerra química, nuclear i bacteriològica (NBQ) a l'Institut Tecnològic La Marañosa (San Martín de la Vega), un espai natural protegit situat a uns 3.000 metres del parc temàtic infantil de la Warner Bros. La seva estrella va declinar, però, quan va quedar esquitxat per l'escàndol de l'accident del Yak-42 a Turquia (26 de maig de 2003), en el que fins i tot va sol·licitar infructuosament davant l'Audiència Nacional l'arxivament de la causa. Fou destituït del seu càrrec després de la victòria del PSOE a les eleccions generals espanyoles de 2004.

## Llibres
- Manual de derecho de la Unión Europea, [Madrid] : Civitas, 2009. ISBN 978-84-470-3332-4
- El estado social Madrid : Centro de Estudios Políticos y Constitucionales, 2004. ISBN 84-259-1262-8
- El pensamiento social de Juan Pablo II Baracaldo: Grafite Ediciones, 1998. ISBN 84-95042-04-5